# Campeonato de Fútbol de Costa Rica 1951
El Campeonato de Fútbol de 1951, fue la edición número 31 de Liga de Fútbol de Costa Rica en disputarse, organizada por la FEDEFUTBOL.
Este sería el primer torneo en la historia en realizarse con 10 equipos, debido a que se le perdonó el descenso al Cartaginés, y se le dio el ascenso a Moravia. Este número se vio superado hasta el Campeonato de 1977.

## Equipos participantes
| Provincia | N.º | Equipos                                                                                         |
| --------- | --- | ----------------------------------------------------------------------------------------------- |
| San José  | 7   | La Libertad, Gimnástica Española, Orión, Universidad de Costa Rica, Saprissa, Uruguay y Moravia |
| Alajuela  | 1   | Alajuelense                                                                                     |
| Cartago   | 1   | Cartaginés                                                                                      |
| Heredia   | 1   | Herediano                                                                                       |

## Formato del Torneo
El torneo disputado a dos vueltas. Los equipos debían enfrentarse todos contra todos. No hubo descenso ni liguilla de promoción.

## Tabla de posiciones
| Equipo | Pts | PJ | PG | PE | PP | GF | GC | DG  |
| --- | --- | -- | -- | -- | -- | -- | -- | --- |
| Club Sport Herediano | 26  | 18 | 12 | 2  | 4  | 41 | 26 | +15 |
| Orión F.C. | 25  | 18 | 9  | 7  | 2  | 43 | 24 | +19 |
| Club Sport Cartaginés | 24  | 18 | 10 | 4  | 4  | 55 | 39 | +16 |
| Liga Deportiva Alajuelense | 22  | 18 | 10 | 2  | 6  | 45 | 30 | +15 |
| Club Sport La Libertad | 19  | 18 | 7  | 5  | 6  | 36 | 41 | --5 |
| Club Sport Uruguay de Coronado | 17  | 18 | 7  | 3  | 8  | 43 | 50 | -7  |
| Deportivo Saprissa | 16  | 18 | 6  | 4  | 8  | 29 | 31 | -2  |
| Unión Deportiva Moravia | 12  | 18 | 3  | 6  | 9  | 35 | 56 | -21 |
| Universidad de Costa Rica | 11  | 18 | 3  | 5  | 10 | 28 | 42 | -14 |
| Sociedad Gimnástica Española | 8   | 18 | 3  | 2  | 13 | 27 | 43 | -16 |
| Pts – Puntos; PJ – Partidos Jugados; PG - Partidos Ganados; PE - Partidos Empatados; PP - Partidos Perdidos; GF – Goles a Favor; GC – Goles en Contra; DG – Diferencia de Goles |     |    |    |    |    |    |    |     |

|  |                  |
|  | Campeón Nacional |

| Campeón Club Sport Herediano Campeonato #13 |

Planilla del Campeón: Jorge Alvarado, León Alvarado, Claudio Sáenz, Mariano Campos, Édgar Esquivel, Edgar Quesada, Marco Ovares, Luciano Campos, Mario Murillo, Efraín Muñoz, Óscar Bejarano, Rodrigo Carmona, Manuel Arias, Amado Calvo, Walter González.

## Goleadores
| Jugador              | Equipo                       | Goles |
| -------------------- | ---------------------------- | ----- |
| Alexis Goñi          | Cartaginés                   | 21    |
| Marco Ovares         | Herediano                    | 17    |
| Jaime Meza           | Cartaginés                   | 17    |
| Ramón Luis Rodríguez | Orión                        | 14    |
| Miguel Ángel Zeledón | Alajuelense                  | 14    |
| Eduardo Meléndez     | Uruguay de Coronado          | 11    |
| Alberto Armijo       | Sociedad Gimnástica Española | 9     |
| Fello Meza           | Cartaginés                   | 9     |

## Descenso
| Promoción del no descenso     | Promoción del no descenso |
| ----------------------------- | ------------------------- |
| Descendido a Segunda División | No hubo                   |
| Ascenso a Primera División    | No hubo                   |

## Torneos
| Predecesor: Campeonato 1950 | Liga de Fútbol de Costa Rica Campeonato 1951 | Sucesor: Campeonato 1952 |